# Воскресенское (Калязинский район)
Воскресенское — деревня в Калязинском районе Тверской области. Входит в состав Нерльского сельского поселения.

## География
Деревня расположена в 20 км на юг от центра поселения села Нерль и в 43 км на юг от райцентра города Калязина на автодороге 28К-0579 Сергиев Посад — Череповец.

## История
В Дмитровской Писцовой книге 1627-29 года половина села Воскресенского значится за Иваном Сумороковым сыном Плоховым, а другая половина за братьями его Левонтием да Иваном Тарасьевыми детьми Плохова. В селе показана деревянная церковь Козмы и Домиана.
В 1792 году в селе была построена каменная Воскресенская церковь с 2 престолами.
В конце XIX — начале XX века село входило в состав Нагорской волости Калязинского уезда Тверской губернии. 
С 1929 года деревня входила в состав Нагорского сельсовета Нерльского района Кимрского округа Московской области, с 1935 года — в составе Калининской области, с 1956 года в составе — Калязинского района, с 1994 года — в составе Яринского сельского округа, с 2005 года — в составе Нерльского сельского поселения.

## Население
| 1859 | 1888 | 2002 | 2010 |
| ---- | ---- | ---- | ---- |
| 182  | ↘152 | ↘17  | ↘13  |